# François Louis Joseph de Wargny (1711-1801)
François Louis Joseph de Wargny, heer van Stretem (Halle, 17 januari 1711 – 17 juni 1801) was een Zuid-Nederlands edelman en politicus.

## Levensloop
De Wargny werd geboren als zoon van Ferdinand Louis François de Wargny en Marie Madeleine Pletinx.
De Wargny was heer van stretem, jonkheer en licentiaat in de rechten.
Van 1751 tot 1765 was hij meier van Halle, en van 18 oktober 1765 tot het einde van het ancien régime was hij de laatste baljuw van Halle.